# Alxénór
Alxénór (Kr. e. 5. század eleje) ókori görög szobrász.
Náxosz szigetéről származott, többet életéről nem tudunk. Egyetlen szignált domborműve maradt ránk, amely az egykori Orkhomenoszban került elő, s ma az athéni Nemzeti Múzeum gyűjteményében található. A dombormű botjára támaszkodó, idős férfit ábrázol, aki sáskát nyújt kutyája felé. A motívum a kor görög művészetében többször is megismétlődik.